# 盛朗熙
盛朗熙（1990年5月13日—），中国女演员。上海滿族，上海戲劇學院舞台美術系畢業，電影女演員。在金庸90歲大壽時獲金庸點評其氣質像小龍女或王語嫣，自此聲名大噪。香港出道，主演電影《愛·尋·迷》，其後學會粵語。2013年加盟太陽娛樂文化經紀公司。2015年演出電影《紀念日》。

## 語言
粤语、英语、国语

## 影視作品

### 電視劇
| 首播年份 | 劇名                         | 角色   |
| 2017     | 美味奇缘                     | 李雨曦 |
| 2018     | 法医秦明2清道夫(網絡劇)      | 步心瑤 |
| 2020     | 獵心者                       | 李芳   |
| 2020     | 完美先生和差不多小姐(網絡劇) | 林楚楚 |
| 2020     | 風聲                         | 何剪燭 |
| 2021     | 我的漂亮朋友                 | 徐薇   |
| 2021     | 理想之城                     | 天娜   |
| 2021     | 程序員那麼可愛(網絡劇)       | 黎漫   |
| 2021     | 許純純的茶花運(網絡劇)       | 蓝采蝶 |
| 2022     | 尚食                         | 白金笙 |
| 2022     | 浮圖緣                       | 李萍如 |
| 2023     | 正好遇見你(網絡劇)           | 舒容   |
| 2025年   | 雁回时                       | 姚忘書 |

### 電影
| 上映年份 | 電影名     | 角色   |
| 2014年   | 愛·尋·迷   | 雪     |
| 2015年   | 紀念日     | 阿欣   |
| 2016年   | 情況不妙   | 杜小米 |
| 2017年   | 指甲刀人魔 | Daisy  |
| 2017年   | 天生不對   |        |
| 2024年   | 临时家族   |        |

### 舞臺劇
| 年分 | 劇碼     | 角色 | 地點（備註）   |
| ---- | -------- | ---- | -------------- |
| 2017 | 愛情待售 | 劉夏 | 北京劇空間劇場 |

## 引用文獻
1. 1 2  語出「生於上海的滿族人……補課學演戲之餘亦努力學習廣東話，今次訪問盛朗熙便全程用廣東話回答，誠意可嘉」：不發明星夢/134863  李冰冰師妹盛朗熙 不發明星夢[永久]，《晴報》，2014年4月11日。
2. 1 2  Joy 盛朗熙 （页面存档备份，存于），太陽娛樂文化官方網站，2013年4月4日。
3. ↑  金庸90大壽24歲女星求合影 曝私照網封翻版李英愛 （页面存档备份，存于），人民網，2014年3月5日。
4. ↑  不負金庸所望 盛朗熙大膽演牀戲星島日報 （页面存档备份，存于），《星島日報》，2014年4月9日。
5. ↑  Paco名人會 - 陶傑、盛朗煕 （页面存档备份，存于），《頭條日報》黃栢高專欄粵語專訪陶傑和盛朗煕。
6. ↑  .   [2017-08-19]. （原始内容存档于2017-08-19）.

## 外部連結
官方
- 盛朗熙的Facebook專頁
- 盛朗熙（joyshenglx）• Instagram （页面存档备份，存于）

影劇資料庫
- 盛朗熙在互联网电影资料库（IMDb）上的資料（英文）
- 盛朗熙在香港影庫上的簡介
- . movies開眼電影網.   [2017-06-20]. （原始内容存档于2020-02-11）.